# Blandainville
Blandainville is een gemeente in het Franse departement Eure-et-Loir (regio Centre-Val de Loire) en telt 197 inwoners (1999). De plaats maakt deel uit van het arrondissement Chartres.

## Geografie
De oppervlakte van Blandainville bedraagt 13,3 km², de bevolkingsdichtheid is 14,8 inwoners per km².
De onderstaande kaart toont de ligging van Blandainville met de belangrijkste infrastructuur en aangrenzende gemeenten.

## Verkeer
Het spoorwegstation Magny-Blandainville bevindt zich net over de gemeentegrens met Magny.

## Demografie
Onderstaande figuur toont het verloop van het inwonertal (bron: INSEE-tellingen).